# No Heavy Petting
Albums de UFO
Force It
(1975) Lights Out
(1977)
Singles
1. Can You Roll Her / Belladonna  uniquement
Sortie : 1er juillet 1976
2. Highway Lady  uniquement
Sortie : 1976

No Heavy Petting est le cinquième album studio du groupe de hard rock anglais; UFO. Il est sorti en mai 1976  sur le label Chrysalis Records et fut produit par Leo Lyons.

## Historique
Enregistré début 1976 aux studios Morgan de Willesden, il est le premier album du groupe à cinq musiciens. Le préposé aux claviers est Danny Peyronel un ex-membre des Heavy Metal Kids. Il ne participera qu'à cet album et sera remplacé pour le suivant par Paul Raymond (ex- Savoy Brown). Les deux singles, Can You Roll Her et Highway Lady, tiré de l'album ne sortiront qu'au Japon,.
Cet album n'entra pas dans les charts britanniques avant sa réedition de 2023. Néanmoins il se classa, le 10 juillet 1976, à la 169e place du Billboard 200 américain.
Il sera réédité en 2007 avec cinq titres bonus inédits et en 2023 dans une version Deluxe comprenant un deuxième CD de douze titres enregistré le 25 avril 1976 dans la salle Londonienne du Roundhouse.

## Liste des titres

### Album original
Face 1
| No | Titre            | Auteur                                | Durée |
| -- | ---------------- | ------------------------------------- | ----- |
| 1. | Natural Thing    | Phil Mogg, Michael Schenker, Pete Way | 4:00  |
| 2. | I'm a Loser      | Mogg, Schenker                        | 3:54  |
| 3. | Can You Roll Her | Mogg, Andy Parker, Danny Peyronel     | 2:56  |
| 4. | Belladonna       | Mogg, Schenker                        | 4:30  |
| 5. | Reasons Love     | Mogg, Schenker                        | 3:19  |

Face 2
| No | Titre              | Auteur                      | Durée |
| -- | ------------------ | --------------------------- | ----- |
| 6. | Highway Lady       | Peyronel                    | 3:47  |
| 7. | On with the Action | Mogg, Schenker              | 5:02  |
| 8. | A Fool in Love     | Frankie Miller, Andy Fraser | 2:47  |
| 9. | Martian Landscape  | Mogg, Parker, Peyronel      | 5:08  |

### Titres bonus réédition 2007
| No  | Titre                        | Auteur                                | Durée |
| --- | ---------------------------- | ------------------------------------- | ----- |
| 10. | All or Nothing               | Ronnie Lane, Steve Marriott           | 3:31  |
| 11. | French Kisses                | Mogg, Parker, Peyronel, Schenker, Way | 3:37  |
| 12. | Have You Seen Me Lately Joan | Frankie Miller                        | 4:00  |
| 13. | Do It If You Can             | Mogg, Parker, Peyronel, Schenker, Way | 3:17  |
| 14. | All the Strings              | Peyronel                              | 5:58  |

### Disc bonus de la réédition Deluxe 2023
- Enregistré le 25 avril 1976, the Roundhouse, Londres

| No  | Titre             | Auteur                         | Durée |
| --- | ----------------- | ------------------------------ | ----- |
| 1.  | Can You Roll Her  | Mogg, Parker, Peyronel         | 3:10  |
| 2.  | Doctor, Doctor    | Mogg, Schenker                 | 5:25  |
| 3.  | Oh My             | Mogg, Parker, Schenker, Way    | 4:17  |
| 4.  | Out In the Street | Mogg, Way                      | 5:31  |
| 5.  | Highway Lady      | Peyronel                       | 5:01  |
| 6.  | I'm a Loser       | Mogg, Schenker                 | 4:53  |
| 7.  | Let It Roll       | Mogg, Schenker                 | 4:55  |
| 8.  | The Kid's         | Mogg, Schenker                 | 4:36  |
| 9.  | Shoot Shoot       | Mogg, Parker, Schenker, Way    | 3:46  |
| 10. | Rock Bottom       | Mogg, Schenker                 | 10:56 |
| 11. | C'mon Everybody   | Eddie Cochran, Jerry Capehart  | 8:49  |
| 12. | Boogie for George | Mike Bolton, Mogg, Parker, Way | 9:07  |

## Musiciens
- Phil Mogg : chant.
- Andy Parker : batterie, percussions.
- Pete Way : basse.
- Michael Schenker : guitares.
- Danny Peyronel : claviers, chœurs.

## Charts
| Pays                       | Durée du classement | Meilleur classement | Date            |
| -------------------------- | ------------------- | ------------------- | --------------- |
| États-Unis (Billboard 200) | 4 semaines          | 169e                | 10 juillet 1976 |
| Suède (Sverigetopplistan)  | 2 semaines          | 38e                 | 11 mai 1976     |

| Pays                                  | Durée du classement | Meilleur classement | Date            |
| ------------------------------------- | ------------------- | ------------------- | --------------- |
| Allemagne (GfK Entertainment)         | 1 semaines          | 59e                 | 27 janvier 2023 |
| Écosse (Scottish Album Chart)         | 1 semaine           | 25e                 | 27 janvier 2023 |
| Royaume-Uni (UK Rock and Metal Chart) | 1 semaine           | 6e                  | 27 janvier 2023 |
| Royaume-Uni (Independent Album Chart) | 1 semaine           | 14e                 | 27 janvier 2023 |